# Філопор рожево-золотистий
Філопор рожево-золотистий (Phylloporus pelletieri) — їстівний вид базидіомікотових грибів родини Болетові (Boletaceae).

## Таксономія
Вид описаний у 1867 році французьким ботаніком Жозеф-Анрі Левеє. У 1888 році Люсьєн Келе відніс вид до роду Phylloporus.

## Поширення
Вид поширений в Європі. В Україні зустрічається у Закарпатській області. Зареєстрований на околицях села Ділове Рахівського району.

## Охорона
Філопор рожево-золотистий занесений до Червоної книги України зі статусом «Зникаючий». Охороняється у Карпатському біосферному заповіднику.